# 마쓰시타 유키
마쓰시타 유키(일본어: 松下 裕樹, 1981년 12월 7일 ~ )는 일본의 전 축구 선수이다.

## 구단 경력
그는 2000년부터 2018년까지 J리그의 산프레체 히로시마, 아비스파 후쿠오카, 가와사키 프론탈레, 더스파구사쓰 군마, 요코하마 FC에서 활동하였다.